# Jodis albipuncta
Jodis albipuncta är en fjärilsart som beskrevs av W. Warren 1898. Jodis albipuncta ingår i släktet Jodis och familjen mätare. Inga underarter finns listade i Catalogue of Life.